# Strassing Bau

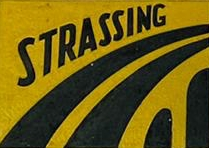
Logo der Strassing Bau-GmbH

Die Strassing Bau-GmbH war ein mittelständisches Unternehmen der Baubranche, mit den Schwerpunkten Straßen-, Tief- und Ingenieurbau im hessischen Bad Orb und mit Filialen Nidda (ab 1948), Fulda (ab 1950) und Offenbach am Main (ab 1959). 1974 hatte das Unternehmen fast 400 Mitarbeiter. Die Rechtsnachfolgerin der Strassing Bau-GmbH ist die 100%ige Tochter der Mitteldeutschen Hartstein-Industrie (MHI), die Strassing GmbH.

## Geschichte

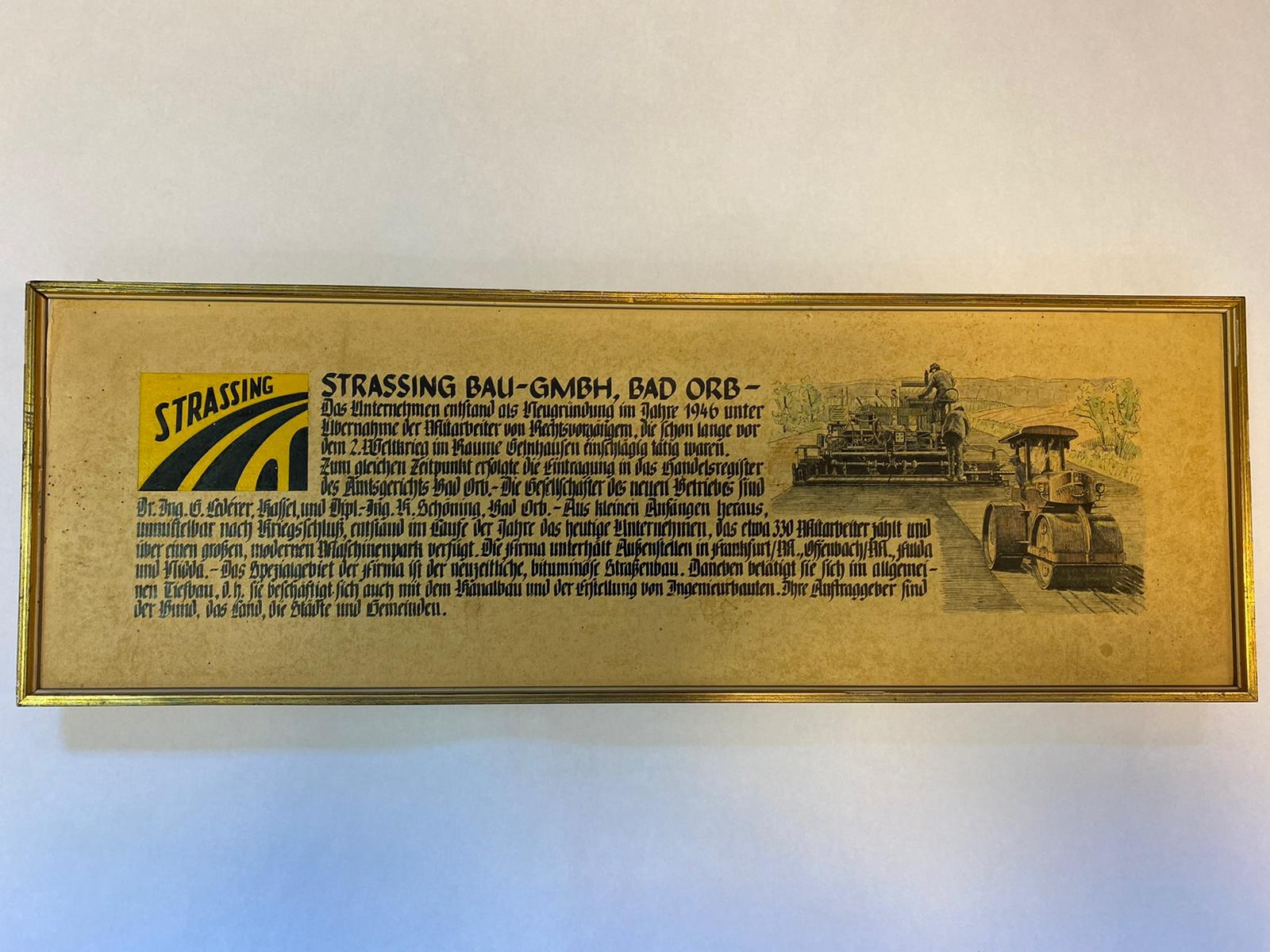
Urkunde zum 25-jährigen Jubiläum der Strassing Bau-GmbH

Gegründet wurde das Unternehmen 1946 in Bad Orb, durch Karl Schöning und Georg Ledérer, als weiteren Gesellschafter, unter Übernahme von Mitarbeitern von Rechtsvorgängern. Der Name Strassing, wurde gebildet aus den ersten Silben der Worte Straßen und Ingenieurbau, das Firmenlogo stellt eine Straße dar, die über eine Brücke führt.
Aus sehr bescheidenen Anfängen heraus, und in der schwierigen Nachkriegszeit in Deutschland mit Besatzungsstatut, noch vor der Gründung der Bundesrepublik Deutschland entwickelte sich das Unternehmen: Nach und nach wurde die notwendige technisch Ausrüstung, wie Fahrzeuge, Baumaschinen angeschafft, Lager und Werkstätten errichtet. Nach wenigen Jahren war „die Strassing“ einer der wichtigsten Arbeitgeber, zunächst in Bad Orb und dann auch bald in der Region. Es dauerte jedoch zwei Jahrzehnte, bis die Verwaltung aus einer Baracke in ein modernes Gebäude umziehen konnte.
Der Bedarf an Mitarbeitern wuchs seit Mitte der 1950er Jahre beständig, sodass schon bald nach Abschluss der Anwerbeabkommen mit Italien (1955) und Spanien (1960) Gastarbeiter aus diesen Ländern in die Firma eingegliedert wurden. Für sie wurden Wohnungen angemietet, bzw. Wohnbaracken errichtet und ausgestattet.
Die Ölkrise 1973/74, mit dem sprunghaft gestiegenen Ölpreis, führte in der Folge zu einem auf ein Vielfaches gestiegenen Bitumenpreis. In dieser Herausforderung brauchte die Strassing Bau-GmbH, die ihren Arbeitsschwerpunkt im bituminösen Straßenbau hatte, einen starken Partner. Er fand sich in dem langjährigen Geschäftspartner, der Mitteldeutschen Hartstein-Industrie, die eine qualifizierte Mehrheit am Unternehmen erwarb. Bis dahin haben die beiden Firmengründer, Karl Schöning und Dr. Georg Ledérer das Unternehmen geleitet.

## Technische Entwicklungen der Zeit

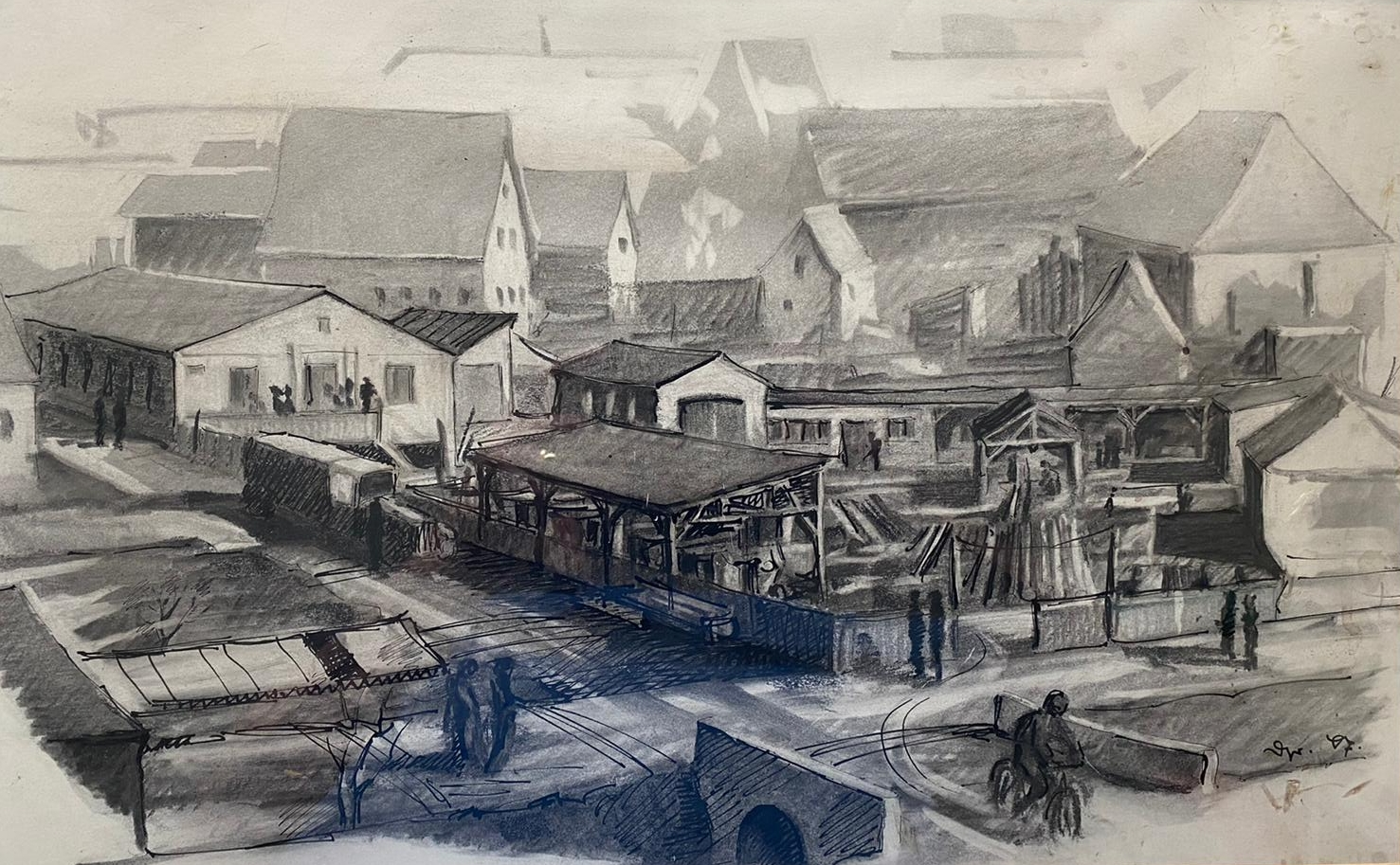
Büro und Bauhof der Strassing Bau-GmbH, 1947, Kohlezeichnung Walter Dieringer, Bad Orb

Die Nachkriegsjahre, in denen die neu gegründete Firma Strassing Bau-GmbH sich entwickelte, war eine Zeit rasanter Fortschritte, sowohl in der Straßenbautechnik, als auch in den Arbeitsmethoden, denen die Firma mit Gerät und Personal folgen musste. Beispielhaft seien hier genannt:
- Die Entwicklungen von der Setzpacklage zur Schüttlage, für den Straßenunterbau und von Spritzdecken zum Fertigereinbau von Straßendecken,
- Waren es anfangs noch langsame Seilzugbagger, so bediente man sich schon bald schneller und unmittelbarer arbeitender hydraulischer und mobiler Bagger,
- Die Arbeitsabwicklung, anfangs noch mit Schaufel, Pickel und Schubkarren verrichtet, wurde auf Radlader und Kleinstbagger und sonstige maschinelle Hilfsmittel umgestellt.

Diese und weitere Änderungen wurden durch laufende Weiterbildung und Anpassung der Baukolonnen, insbesondere aber hohe Investitionen erreicht.

## Bauwerke
Von der Vielzahl an Arbeiten in Bad Orb und über den Ort hinaus, die von der Strassing Bau-GmbH ausgeführt wurden, seien nur einige herausgegriffen:
- der Ausbau der Frankfurter Straße und deren Fortsetzung, der Würzburger Straße, bis hin nach Burgjoß,
- die Gründung der Konzerthalle in Bad Orb in sehr schwierigem Gelände,
- die Orbbachregulierung,
- der Ausbau des Salinenplatzes am Kurpark, auch der Kurpark- und Wanderwege,
- der Bau des „Brückchenweges“ im Orbtal,
- die Anlage des großen Weihers im Haseltal, mit dazu gehörigem Damm und entsprechendem Wehr.

Ähnliche Arbeiten, auch einschließlich vieler Brücken und Kanäle, sind für kommunale Auftraggeber der umliegenden Gemeinden Wächtersbach, Freigericht, Jossgrund, Bad Soden-Salmünster, Brachttal und weit hinein in den Vogelsberg und nach Bayern, bis in die Rhön ausgeführt worden.
- Überregional z. B.: die Autobahnüberführung der A 66 über die Leipziger Straße (früher B 40) bei Ahl. Im Volksmund erhielt sie den Namen „Soda-Brücke“, weil sie nach Fertigstellung, wegen der beim Baufortschritt im weiteren Zug der Autobahn eingetretenen Verzögerungen, Jahre lang „so da“ stand.

## Weitere Entwicklung der Strassing
Mit der Übernahme der Strassing Bau-GmbH hat die MHI ihre eigene Angebotspalette wesentlich erweitert und für sich, wie für das neue Tochterunternehmen deutliche Synergieeffekte generiert. Es folgten weitere Übernahmen, Fusionen, ein Umzug des Firmensitzes ins benachbarte Bad Soden-Salmünster und schließlich eine Änderung des Firmennamens in Strassing GmbH, mit einem geringfügig geänderten Logo. Die Strassing GmbH ist „eine 100%ige Tochter der Mitteldeutsche Hartstein-Industrie Aktiengesellschaft, mit etwa 450 Beschäftigten“. Allein am Standort Bad Soden-Salmünster ist sie mit etwa 250 Mitarbeitern
„einer der größeren Arbeitgeber und Ausbildungsbetriebe der Region“